# Лавакрес
Лавакре́с (фр. Lavaqueresse) — коммуна во Франции, находится в регионе Пикардия. Департамент коммуны — Эна. Входит в состав кантона Гиз. Округ коммуны — Вервен.
Код INSEE коммуны — 02414.

## Население
Население коммуны на 2010 год составляло 212 человек.
| 1962 | 1968 | 1975 | 1982 | 1990 | 1999 | 2010 |
| ---- | ---- | ---- | ---- | ---- | ---- | ---- |
| 320  | 310  | 259  | 256  | 224  | 209  | 212  |

## Экономика
В 2010 году среди 136 человек трудоспособного возраста (15—64 лет) 91 были экономически активными, 45 — неактивными (показатель активности — 66,9 %, в 1999 году было 59,0 %). Из 91 активных жителей работали 76 человек (46 мужчин и 30 женщин), безработных было 15 (9 мужчин и 6 женщин). Среди 45 неактивных 9 человек были учениками или студентами, 15 — пенсионерами, 21 были неактивными по другим причинам.